# Alfred Helwig
Alfred Helwig (* 5. Juli 1886 in Goldbach/b. Sorau; † 18. Mai 1974 in Glashütte) war ein deutscher Feinuhrmacher und Fachautor, Erfinder des Fliegenden Tourbillons.

## Leben
Nachdem Helwig bei Uhrmachermeister Gustav Dunkel in Sorau von 1900 bis 1904 das Uhrmacherhandwerk erlernt hatte, besuchte er bis 1905 die Deutsche Uhrmacherschule Glashütte (DUS). Danach arbeitete er in Hof bei Georg Braun. 1906 folgte eine Anstellung in der Glashütter Präzisions-Uhren-Fabrik A.G., ab 1908 bei den Hamburger Chronometerwerken. 1909 kehrte er nach Glashütte zurück und arbeitete bis 1911 bei DUS.
Im Jahr 1911 eröffnete Helwig in Glashütte seine Werkstatt für Chronometrie. Ab dem 1. April 1913 bis 1944 arbeitete er als Fachlehrer an der DUS. Helwig spezialisierte sich auf die Feinregulierung und Tourbillons. In den 1920er-Jahren entwickelt er ein fliegendes Tourbillon, das unter seiner Anleitung auch mehrere seiner Meisterschüler fertigten. Erstmals wurde dieses fliegende Tourbillon 1920 von Helwig in Zusammenarbeit mit seinem Meisterschüler Conrad Richter realisiert. Im Jahr 1922 legte Helwig seine Meisterprüfung ab und fertigte dazu ein fliegendes Fünf-Minuten-Tourbillon mit Ankerhemmung (DUS-Nr. 3022). Obwohl diese Schuluhr in Zusammenarbeit mit seinem Schüler Edgar Simmchen entstanden war, wurde sie als Meisterstück anerkannt. Für die Meisterprüfung reichte aus, dass der Prüfling das Drehgestell mit der Ankerhemmung gefertigt hatte. Helwig wurde 1923 zum Oberlehrer ernannt und führte ab 1933 den Titel Gewerbestudienrat. Auf der Leipziger Frühjahrsmesse 1934 überreichte er auf der Sonderausstellung „Sachsens Fleiß“ eine silberne B-Uhr (Schul-Nummer 27) an Adolf Hitler. Die Schülerbetreuung gehörte ab 1937 nicht mehr zu Helwigs Aufgaben, weil er mit Entwicklungs- und Forschungsaufgaben betraut wurde. Damit endete auch die Herstellung der berühmten Helwig-Schülertourbillons an der DUS. Bis Oktober 1954 war Helwig an der DUS tätig.
Helwig verfasste mit Friedrich Karl Giebel (1879–1950) das Buch Die Feinstellung der Uhren, das erst 1950 veröffentlicht wurde, da es im Zweiten Weltkrieg der Geheimhaltung unterlag.
Als Hommage an Alfred Helwig brachte Glashütte Original in der Reihe „Meisterwerke“ die Modelle Alfred Helwig Tourbillon und Alfred Helwig Tourbillon 2 als limitierte Modelle im Hochpreissektor heraus; sie zeichneten sich ebenfalls durch ein einseitig gelagertes „fliegendes“ Tourbillon aus.
Die Uhrmacherschule Glashütte trägt ihm zu Ehren seinen Namen.

## Veröffentlichungen (Auswahl)
- Von der Taschenuhr zur Armbanduhr. In: Die Uhrmacher-Woche. 1930, S. 568 f. (in Fortsetzung).